# نونو باريتو
نونو باريتو (بالبرتغالية: Nuno Barreto‏) هو متسابق يخت برتغالي، ولد في 29 أبريل 1972 في لشبونة في البرتغال.

## وصلات خارجية
- نونو باريتو على موقع الاتحاد الدولي للملاحة الشراعية (موقع جديد) (الإنجليزية)
- نونو باريتو على موقع الاتحاد الدولي للملاحة الشراعية (موقع قديم) (الإنجليزية)
- نونو باريتو على موقع اللجنة الأولمبية الدولية (الإنجليزية)
- نونو باريتو على موقع أوليمبيديا (الإنجليزية)